# 400 Ducrosa
A 400 Ducrosa (ideiglenes jelöléssel 1895 BU) a Naprendszer kisbolygóövében található aszteroida. Auguste Charlois fedezte fel 1895. március 15-én.